# Iszfahán Virágoskertje
Iszfahán virágoskertje egyike Irán legnagyobb kiterjedésű mesterségesen kialakított zöldterületeinek. A botanikus kert a kilencvenes években készült el Iszfahánban. A kert több igény kielégítésére jött létre: pihenőhelyként szolgál, kulturális, oktatási és kutatási célokat szolgál. A kert épületei hagyományos díszítést kaptak, az országban és az iszlám világban egyaránt elterjedt mozaikok, illetve geometrikus motívumok, sorminták borítják az építmények falait.
A főbejárati pavilon hat méter magas és 6x9 méteres alapterületű. A földszinti részen információs iroda található. Az épület emeletén található kilátóról az egész botanikus kert belátható. Második emeletén egy vetítőterem található, ahol filmeket, videókat és különböző a növényekről szóló képsorokat vetítenek.
A mintegy 2500 m² alapterületű sziklakertben 250 különböző sziklakerti növény található meg. A kert 4 méter magas vízesése a sziklakert keleti szélénél található. Folyók által lecsiszolt kövekből épül fel. A 3500 m² vízfelülettel rendelkező tó a kert délkeleti részén található. A vízben és partján számos vízi növény talál megfelelő életkörülményeket. A gyermekeknek szánt játszótér különböző sövényekkel van elválasztva a kert többi részétől. A kert további részein nevelt növényeket gyepszőnyeg öleli körbe. A kertbe ültettek egyaránt egynyári, illetve évelő növényeket is. Megtalálhatóak többféle virágos növény és különböző díszcserjék egyedei is. A kert közepén egy különböző színű virágokból összeállított, szőnyeg-szerű kialakítású virágágyás található. A kert 5000 m² felületű úthálózatát különböző formájú gránitlapok borítják. 
A rózsakertben megtalálhatóak az Iránban honos rózsafajták. A kert üvegháza az északkeleti részen található és mintegy 700 m² alapterületű. A gyógynövénykert 1170 m² kiterjedésű területén 132 fajta gyógy- és fűszernövény található.

## Galéria

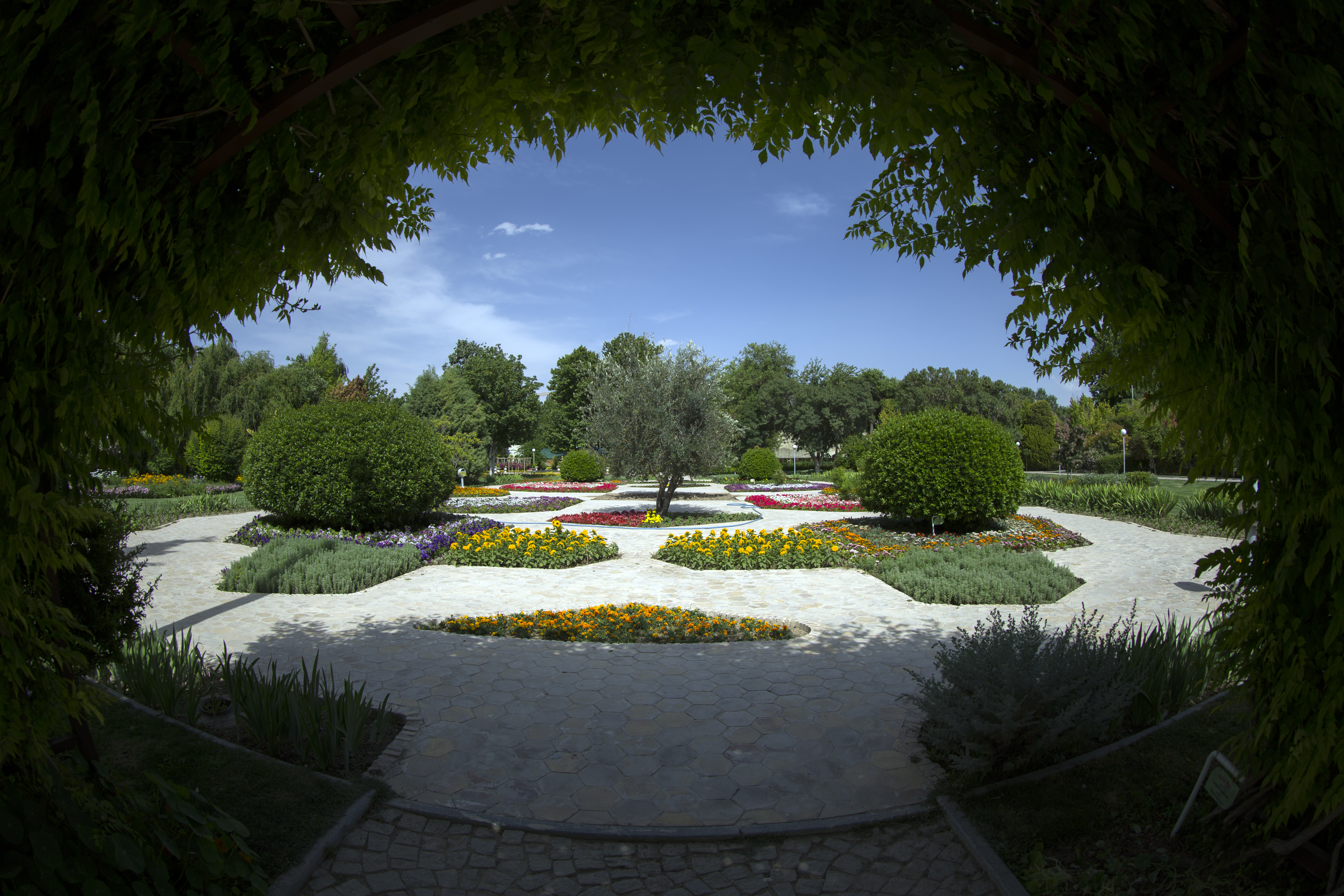
A kert látképe
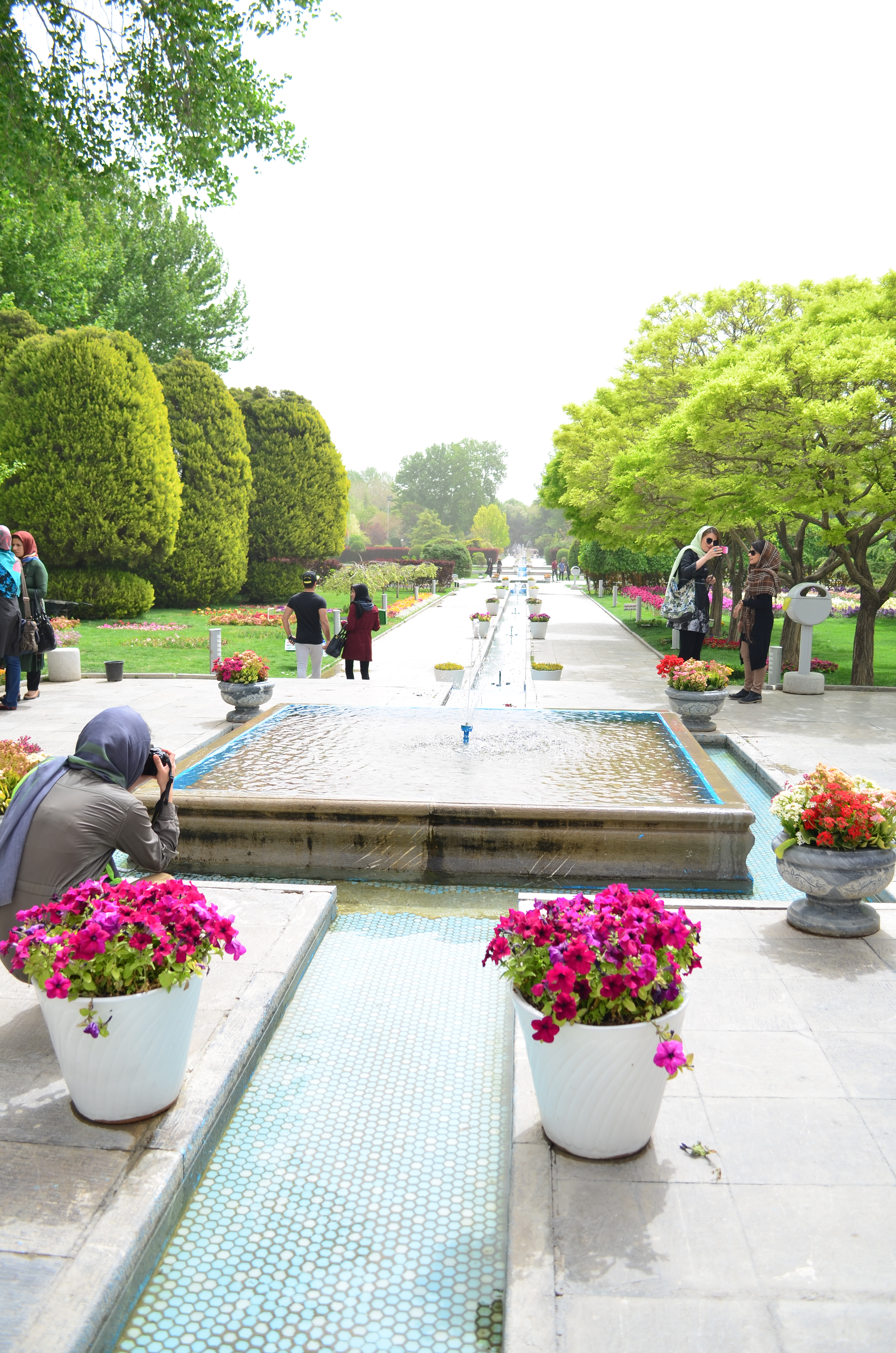
Népszerű a látogatók körében
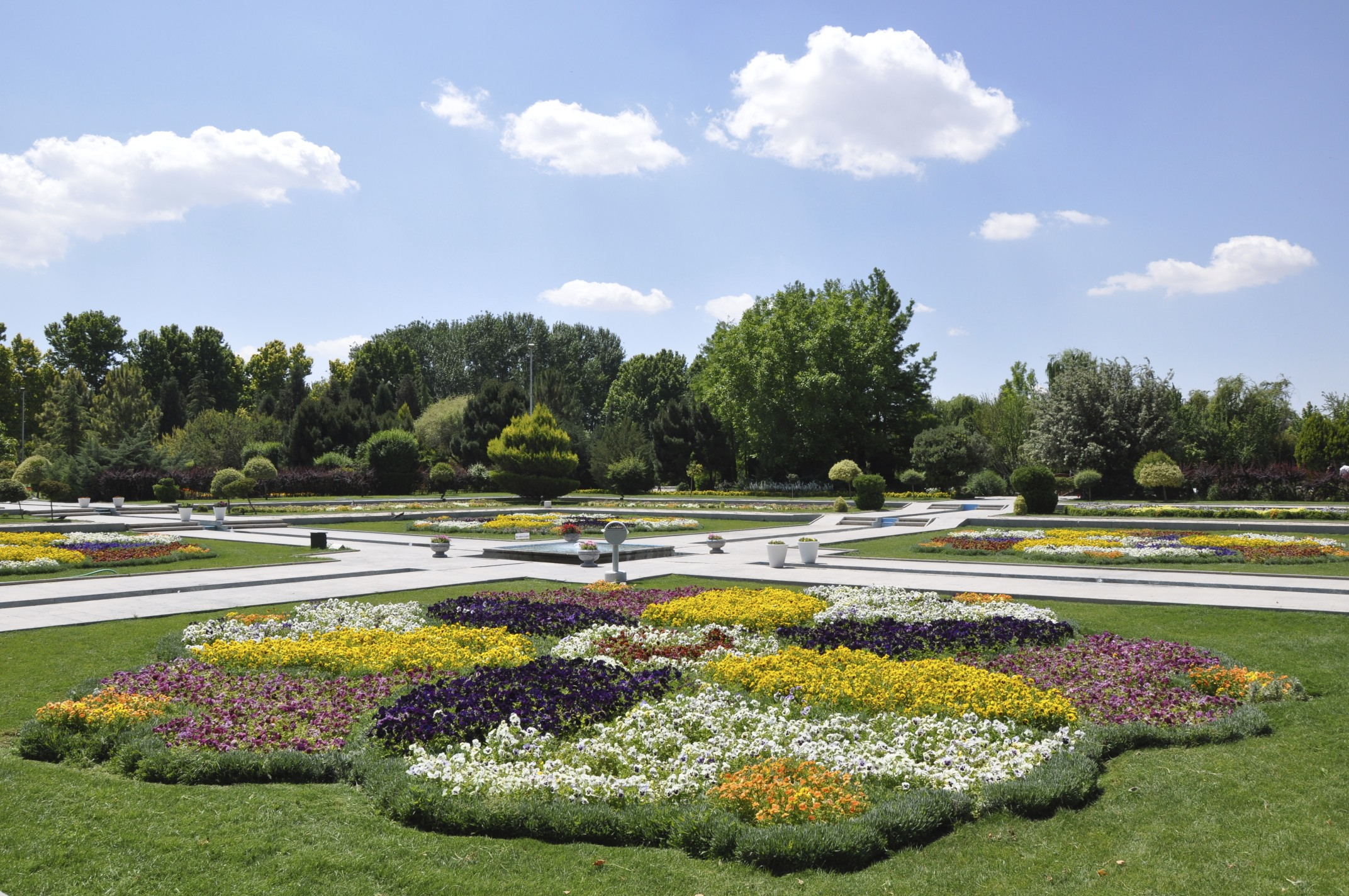
Virágmintás ágyások
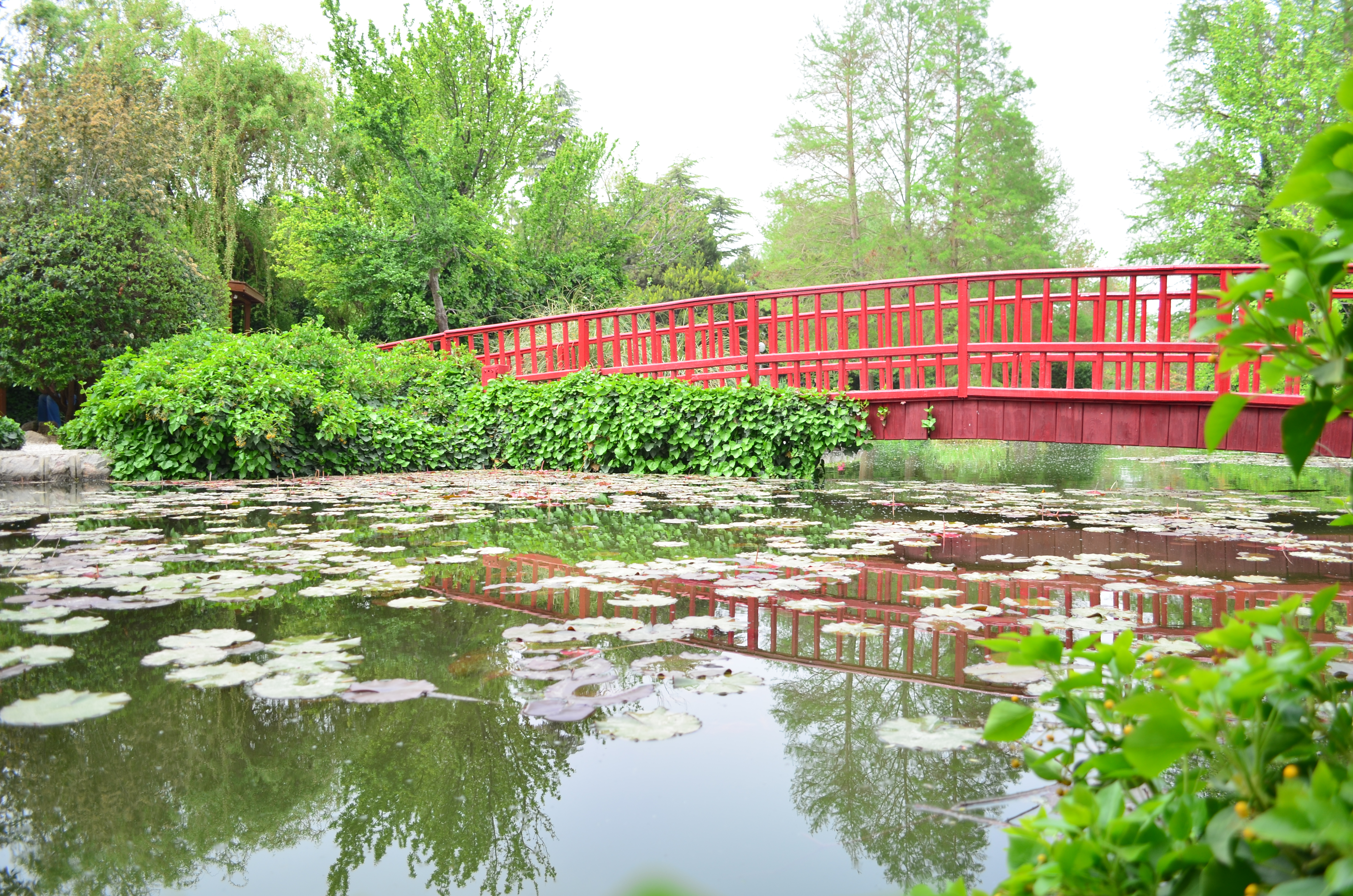
A tó és a rajta átívelő híd képe
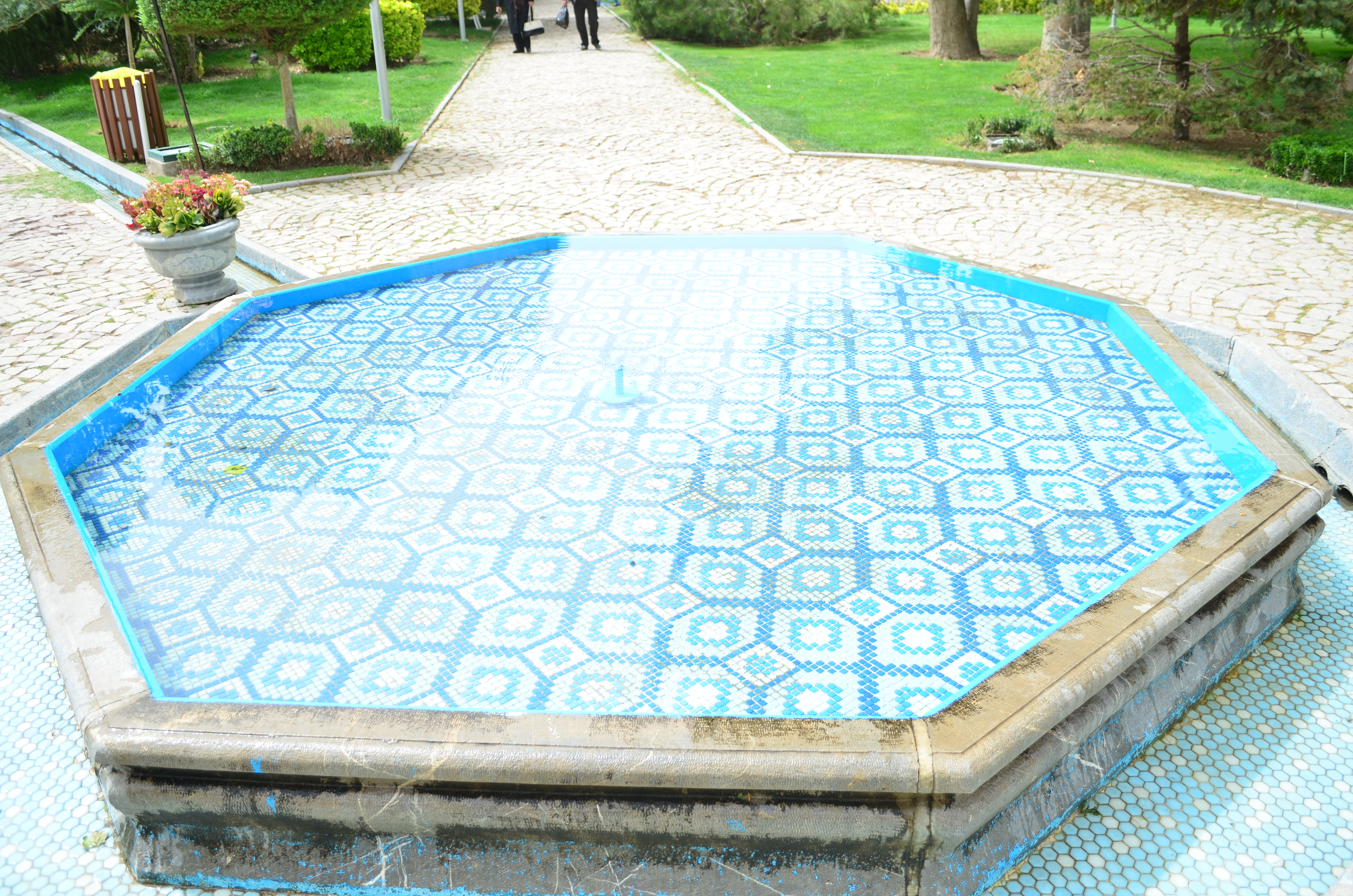
Mozaik
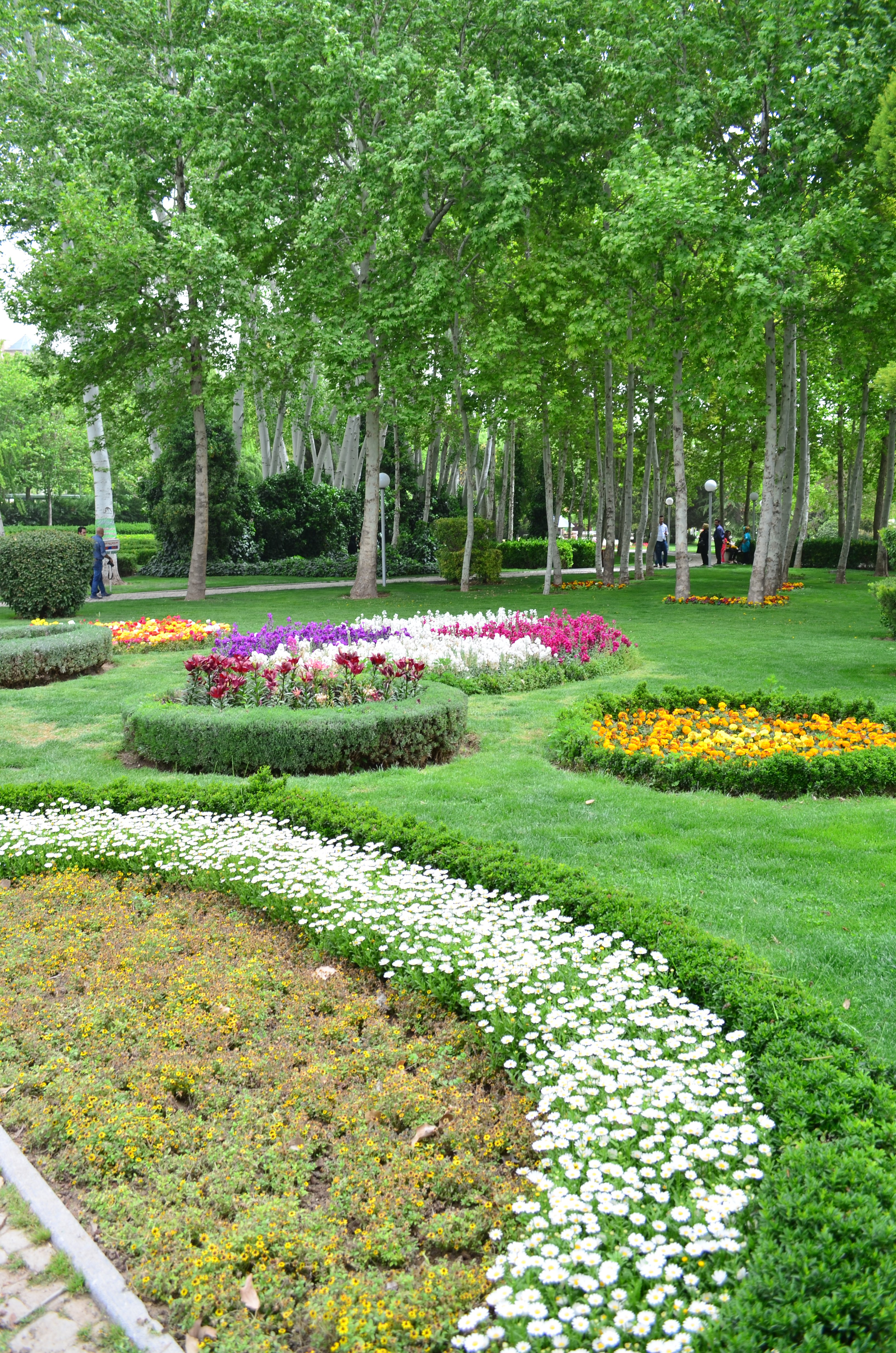
Az ágyások közt gyep húzódik
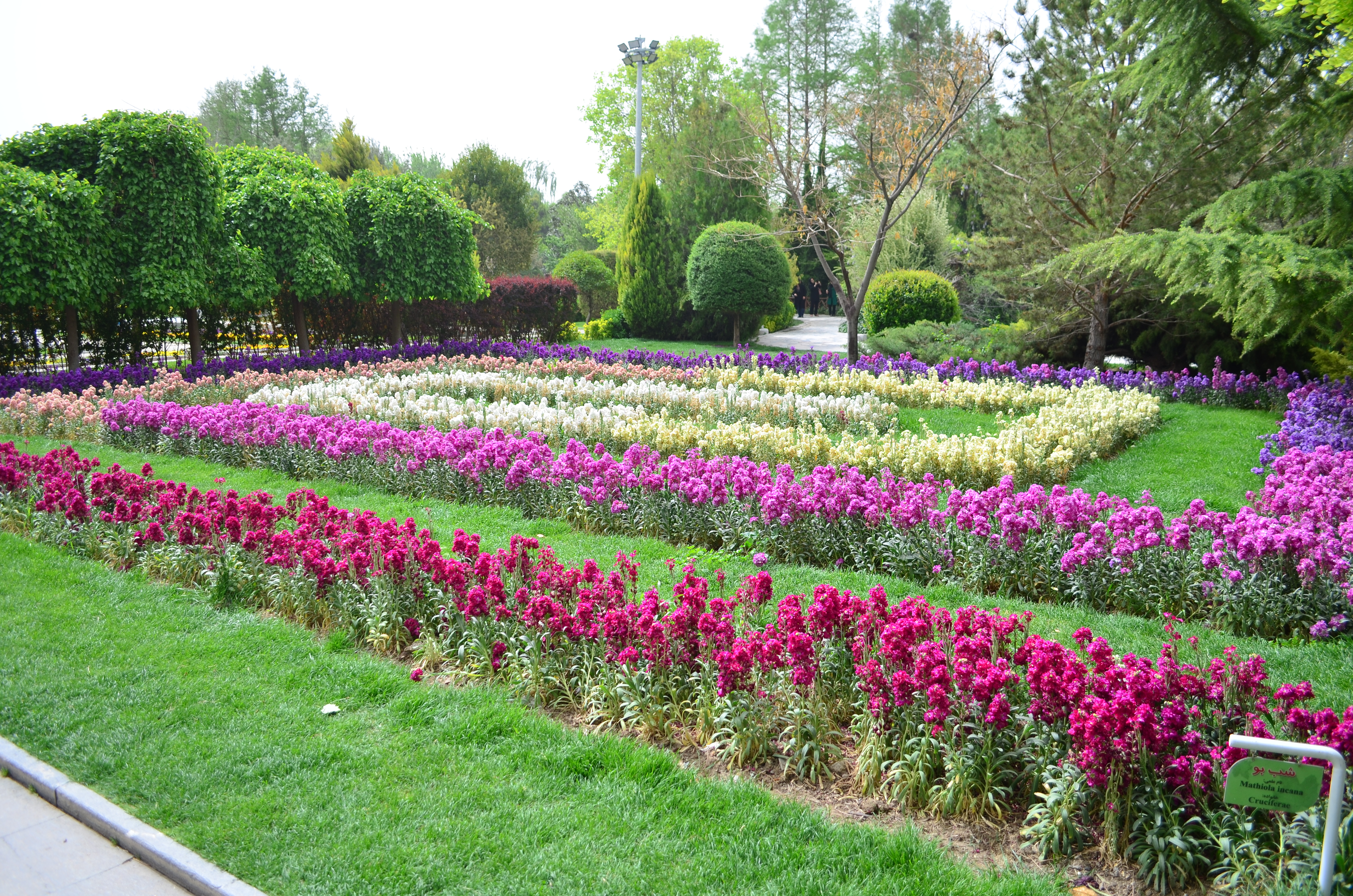
Virágágyás
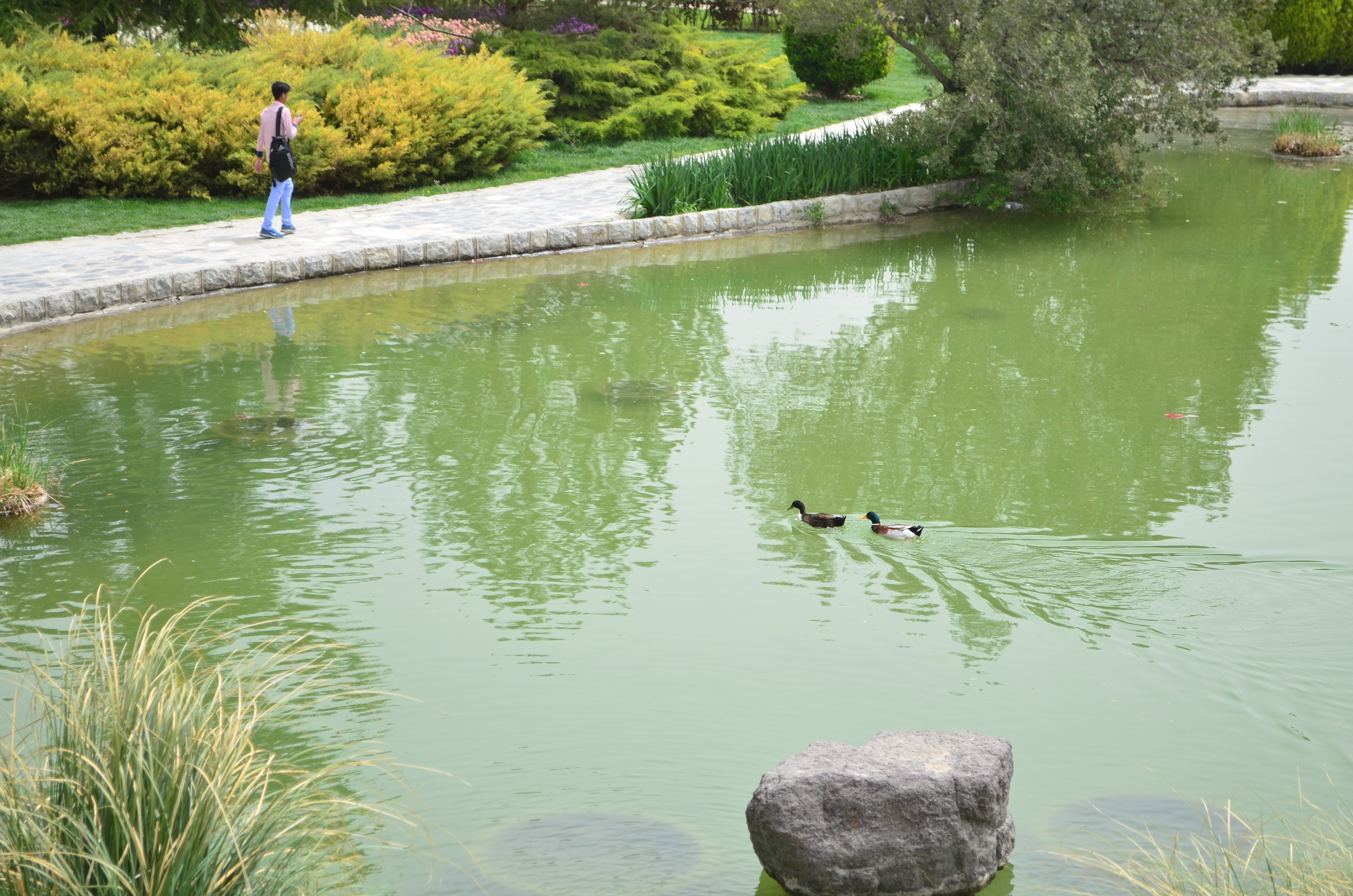
A kertet a környékbeli vadmadarak is kedvelik
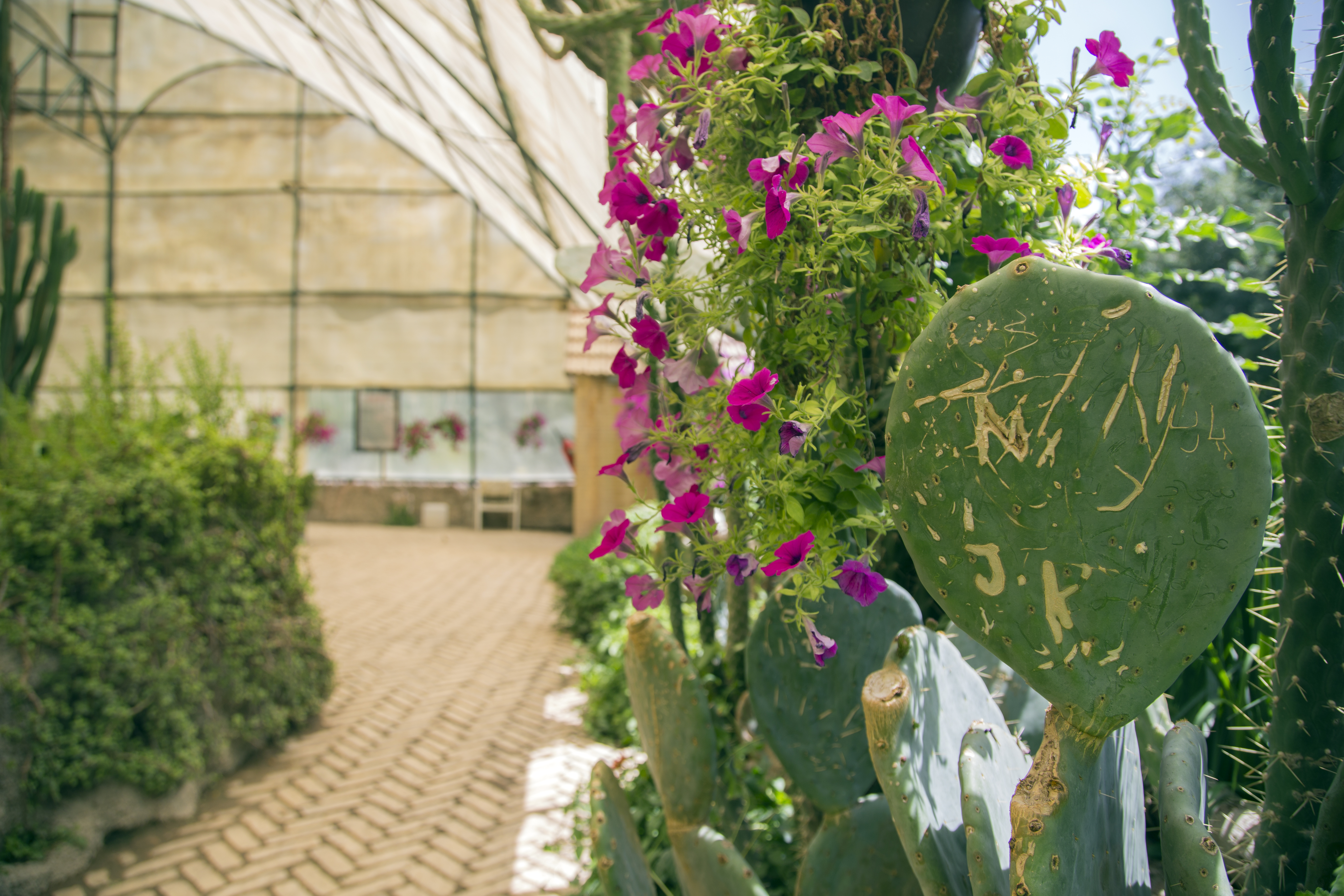
Az üvegház belseje
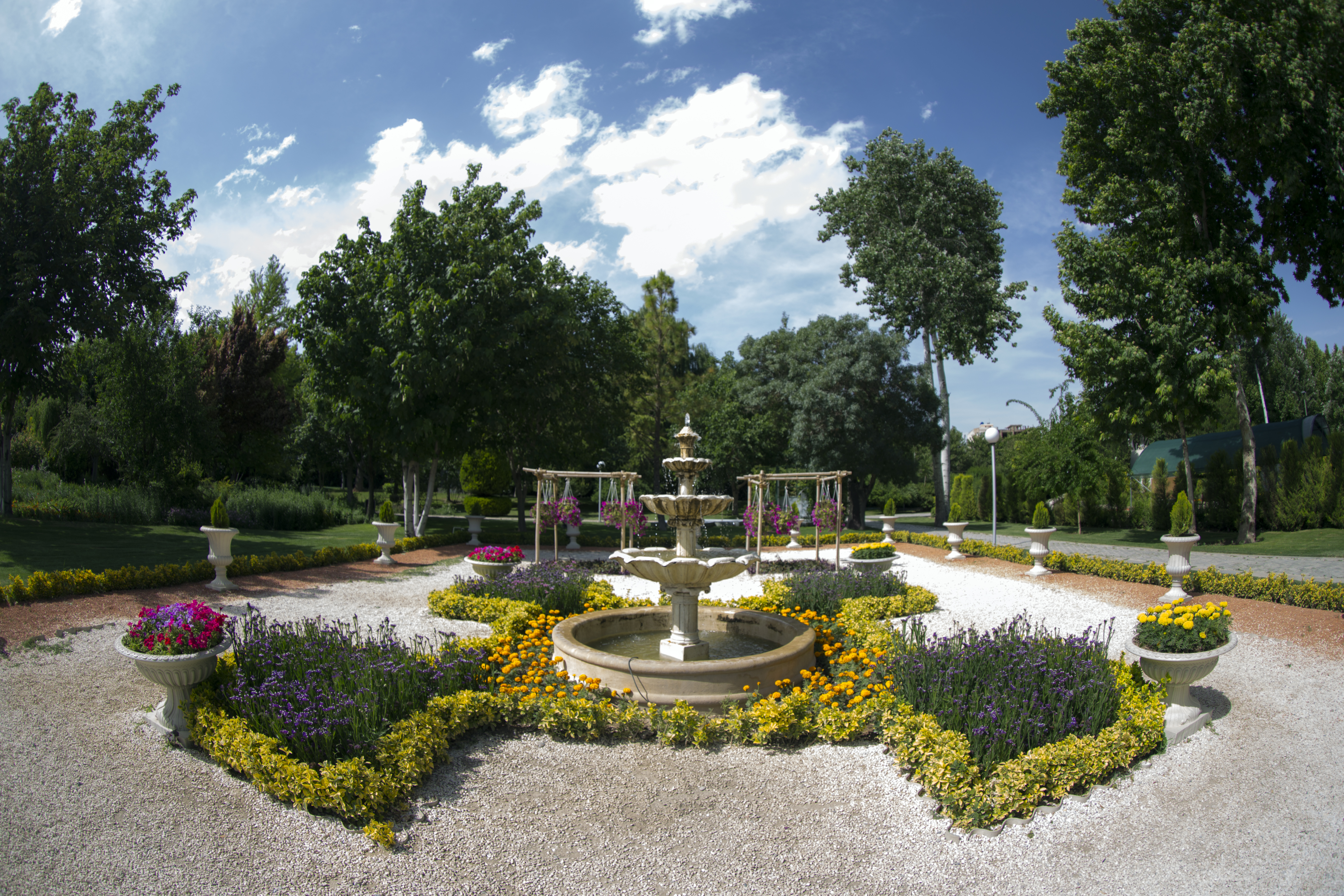
Díszes terek mindenfelé

## Fordítás
Ez a szócikk részben vagy egészben  a   Flower Garden of Isfahan című angol Wikipédia-szócikk ezen változatának fordításán alapul.  Az eredeti cikk szerkesztőit annak laptörténete sorolja fel. Ez a jelzés csupán a megfogalmazás eredetét és a szerzői jogokat jelzi, nem szolgál a cikkben szereplő információk forrásmegjelöléseként.